# Polydorus van Sparta
Polydorus (Grieks: Πολύδωρος) was een koning van Sparta, de tiende van de Agiaden. Hij was de zoon en opvolger van Alcamenes, en werd door zijn eigen zoon Eurycrates opgevolgd.
Hij heerste tijdens het uitbreken van de Eerste Messenische Oorlog, maar volgens de Griekse schrijver Pausanias was het volgens hem vooral zijn medekoning Theompus van de Eurypontiden die de leiding nam in de strijd. Polydorus en zijn medekoning veranderden de Spartaanse grondwet om de macht en de rechten van het volk te beperken. Hij stond bekend als een zeer kalm en beschaafd man, en stond in hoog aanzien. Toch werd hij uiteindelijk vermoord door een zekere Polemarchus van een andere adellijke Spartaanse familie.
Tot lang na zijn dood werd hij in Sparta opgehemeld. Hij kreeg een standbeeld en zijn portret werd gegraveerd op de zegel van hoogwaardigheidsbekleders. Tot in de tijd van Pausanias wist men exact waar zijn huis had gestaan.